# Несчастливы вместе
Несчастливы вместе (англ. Unhappily Ever After) — американский комедийный телесериал в жанре ситком производства Touchstone Television (ABC Studios). Состоит из 100 серий в пяти сезонах (13+22+22+21+22), впервые транслировался на канале The WB с 11 января 1995 года по 23 мая 1999 года. В качестве вступительной песни (начиная с эпизода 1-06) использована композиция «Hit the Road Jack» Рэя Чарльза. Действие сериала происходит в районе Ван-Найс (Калифорния), Лос-Анджелес, Калифорния, США.

## Персонажи

### Семья Мэллой
Джек (Jack Malloy) — играет Джефф Пирсон. Ненормальный отец семейства, любитель выпить. Ненавидит свою работу (продавец подержанных автомобилей) и свой брак. Очень любит свою дочь Тиффани, которую считает своей единственной отрадой. Часто препирается с супругой по поводу и без него. Несмотря ни на что заботится о своей семье; пытается распоряжаться заработанными деньгами, но ему это нечасто удаётся. Лучший друг, который его понимает — мистер Флоппи.
Дженнифер «Дженни» (Jennifer «Jennie» Malloy) — играет Стефани Ходж. Домохозяйка, очень раздражительная, сварливая и похотливая жена Джека, склонна к ревности, часто оскорбляет мужа. Ненавидит свою дочь Тиффани за то, что она такая, какой ей самой не стать уже никогда. В эпизоде 4-03 («The Ghost and Mr. Malloy») Дженни умирает, и после этого в нескольких сериях 4 сезона появляется в виде призрака.
Райан (Ryan Malloy) — играет Кевин Коннолли. Старший сын Джека и Дженни, оптимистичный и весёлый юноша, несмотря на то, что его никто не любит, включая членов собственной семьи. Отношения с девушками чаще всего неудачны, из-за чего родители высмеивают его на протяжении большинства эпизодов. Несмотря на это, у него уже был секс, в отличие от сестры Тиффани.
Тиффани (Tiffany Malloy) — играет Никки Кокс. Средний ребёнок, дочь Джека и Дженни, кажущаяся идеальной: умной, честолюбивой, популярной, безрассудной, привлекательной, самоуверенной, с чувством юмора… Как ни странно, несмотря на это она ещё девственница, что сильно раздражает её мать. Часто использует в корыстных целях хорошее отношение к ней отца. Главной её конкуренткой в школе является Сейбл О’Брайен. Причиной её идеальной фигуры часто подразумевается расстройство пищеварения.
Росс (Ross Malloy) — играет Джастин Берфилд. Младший «забытый» ребёнок. По всей видимости, самый адекватный член семьи. Джек и Дженни уделяют ему меньше всего внимания, также меньше всего ему уделено эфирного времени в эпизодах, что является поводом для шуток во многих сериях. Пытаясь привлечь к себе внимание изредка способен на экстраординарные поступки: например, в одном из эпизодов поджигает дом. В школе популярен, регулярно ходит на свидания с девочками.

### Другие персонажи
Мистер Флоппи (Mr. Floppy) — озвучен Бобкэтом Голдтуэйтом, играет Аллан Траутмен. Кролик, живущий в подвале дома Мэллоев. Курит, пьёт, склонен к разврату. Даёт советы Джеку в трудных ситуациях (никто, кроме него, не признаёт существования этого кролика). В большинстве вопросов Джек и Флоппи сходятся, но бывает, что их мнения о сложившейся ситуации и в корне различаются.
Морин Слэттери  (Maureen Slattery) — играет Джойс Ван Паттен. Мать Дженни: пьяница, властная и сумасбродная женщина, ненавидящая Джека, впрочем, глава семейства отвечает ей тем же. Появлялась в первом и начале второго сезонов, в эпизоде 4-20 («The Old West») Джек заявил, что она скончалась, и её похоронили на заднем дворе.
Барбара Каулфилд (Barbara Caulfield) — играет Уэнди Бенсон. Одноклассница Тиффани и Райана. Последний влюблён в неё, а с Тиффани у неё то дружеские, то враждебные отношения.
Барри Уолленштейн (Barry Wallenstein) — играет Энт. Лучший друг Тиффани в школе, гомосексуал.

### Периодические персонажи
Эмбер Мосс (Amber Moss) — играет Дэйна Доури. Лучшая подруга Тиффани в школе, двоечница и неряха. Участвовала в 1, 2 и 3-м сезонах.
Пэтти Ле Гарст (Patty Le Gurst) — играет Элизабет Арнуа. Основная конкурентка Тиффани в школе, появляется только в 1-м сезоне.
Маффи (Muffy) — играет Дебора Келлнер. Новая подруга Тиффани в школе, только в 5-м сезоне.
Сейбл О’Брайен (Sable O’Brien) — играет Кристианна Локен. Очень красивая и невероятно популярная девушка в школе Тиффани. Они с ней похожи характерами, и отличаются, порой, лишь цветом волос: Сейбл — блондинка, а Тиффани — рыжая. Обычно девушки находятся в состоянии вражды, но иногда могут объединять свои усилия для достижения общих целей. Райан несколько раз ходил на свидания с Сейбл. Также, мать девушки, Моргана, однажды пыталась соблазнить Джека Мэллоя. Сейбл присутствует только в 3-м сезоне.
Мистер Данн (Mr. Dunn) — играет Аллен Траутман. Директор школы Райана и Тиффани. Присутствует в 1, 2 и 3-м сезонах.
Джо Слэттери (Joe Slattery) — отец Дженни и бывший муж Морин. Владеет фирмой, в которой трудится Джек. В кадре никогда не появляется, но регулярно упоминается остальными персонажами.
Эмили, Джаспер и Энни (Emily, Jasper and Annie) — домашние собаки, любимцы семьи Мэллоев. Появляются в 1 и 2-м сезонах. Больше всего эфирного времени уделено бладхаунду Джасперу.
Мистер Монтелеоне (Mr. Monteleone) — играет Оливер Мюирхэд. Грубый и высокомерный учитель-англичанин Тиффани и Райана. Ненавидит Тиффани. Появляется только в 3-м сезоне.
Челси (Chelsea) — играет Шонда Виппл. Соперница Тиффани. Присутствует только в 1-м сезоне.
Бо (Beau) — играет Бенджамин Шелфер. Молодой человек, в которого влюблена Тиффани. Появляется только в 1-м сезоне.
Эдди-средний (Eddie the Neuter Boy) — играет Тэл Капельнер. Умственно отсталый мальчик, часто становящийся жертвой физического насилия. Присутствует в 4-м сезоне.
Стоуни (Stoney) — играет Джейми Кеннеди. Сотрудник школы Тиффани и Райана. Присутствует в 1-м сезоне.

## Эпизоды[4]
Поскольку сериал является юмористическим, то некоторые названия его эпизодов являются явными пародиями. Например:
- Эпизод 1-05 — Джек Потрошитель
- 2-04 — Рокки 4
- 3-18 — Из России с любовью
- 3-19 — Магазинчик ужасов
- 5-06 — Я знаю, что вы сделали прошлым летом

### Сезон 1 (1995)
1-01. 11.01.95. "Pilot"
1-02. 18.01.95. "Gift of the Magnovox"
1-03. 25.01.95. "Jack's First Date"
1-04. 01.02.95. "The Bigger They Are, The Harder They Fall"
1-05. 08.02.95. "Jack The Ripper"
1-06. 15.02.95. "Run"
1-07. 22.02.95. "The Descent Of Man"
1-08. 01.03.95. "Boxing Mr. Floppy"
1-09. 15.03.95. "Don Juan De Van Nuys"
1-10. 22.03.95. "Mistress Jennie"
1-11. 03.05.95. "Daddy's Little Girl"
1-12. 10.05.95. "The Great Depression"
1-13. 17.05.95. "Hoop Dreams"

### Сезон 2 (1995—1996)
2-01. 06.09.95. "Jack Moves Back"
2-02. 13.09.95. "Zit Could Happen to You"
2-03. 20.09.95. "The Rat"
2-04. 27.09.95. "Rocky VI"
2-05. 04.10.95. "Rock Star"
2-06. 11.10.95. "Driving Me Crazy"
2-07. 25.10.95. "A Touch of Glass"
2-08. 08.11.95. "A Line in the Sand"
2-09. 15.11.95. "Making the Grade"
2-10. 22.11.95. "Honey, I Screwed up the Kids for Life"
2-11. 29.11.95. "The Whiz Kid"
2-12. 20.12.95. "Hot Wheels"
2-13. 10.01.96. "Picnic of Pain and Peril"
2-14. 31.01.96. "Meter Maid"
2-15. 07.02.96. "In the Stars"
2-16. 14.02.96. "Mr. No"
2-17. 21.02.96. "The Agony of Victory"
2-18. 28.02.96. "All About Jennie"
2-19. 01.05.96. "Jack Writes Good"
2-20. 08.05.96. "Girls Who Wear Glasses"
2-21. 15.05.96. "Leaving Van Nuys"
2-22. 22.05.96. "Getting More Than Some"

### Сезон 3 (1996—1997)
3-01. 08.09.96. "Tiffany's Rival"
3-02. 15.09.96. "Beach Party"
3-03. 22.09.96. "Angel Gone Bad"
3-04. 29.09.96. "The Temptation of Jack"
3-05. 06.10.96. "Lightning Boy"
3-06. 13.10.96. "Bingo! Bingo! Bingo!"
3-07. 30.10.96. "Hair Stalker"
3-08. 03.11.96. "Rock 'n' Roll"
3-09. 10.11.96. "The Pride of the Injuns"
3-10. 17.11.96. "Eating Hollywood"
3-11. 24.11.96. "High and Dry"
3-12. 15.12.96. "The Tell-Tale Lipstick"
3-13. 19.01.97. "Steinfeld"
3-14. 02.02.97. "The President"
3-15. 09.02.97. "Tiffany on the Wild Side"
3-16. 16.02.97. "The Potato Rebellion"
3-17. 23.02.97. "B-Minus Blues"
3-18. 20.04.97. "From Russia with Love"
3-19. 27.04.97. "Little Ice Cream Shop of Horrors"
3-20. 04.05.97. "Shampoo"
3-21. 11.05.97. "College!"
3-22. 18.05.97. "The Joy of Meat"

### Сезон 4 (1997—1998)
4-01. 07.09.97. "Hot Off the Presses"
4-02. 14.09.97. "Experimenting in College"
4-03. 21.09.97. "The Ghost and Mr. Malloy"
4-04. 28.09.97. "Exorcising Jennie"
4-05. 05.10.97. "We Got Next"
4-06. 12.10.97. "Sorority Girl"
4-07. 26.10.97. "Ryan, Vampire Slayer"
4-08. 02.11.97. "Cyber-Tiffany"
4-09. 09.11.97. "Tiffany, the Home Wrecker"
4-10. 16.11.97. "Little Miss Perfect"
4-11. 26.11.97. "The One Kevin's Directing"
4-12. 14.12.97. "Teacher of the Year"
4-13. 11.01.98. "Ryan's Labour Lost"
4-14. 18.01.98. "Undercover Cheerleader"
4-15. 01.02.98. "Chaste Makes Waste"
4-16. 08.02.98. "Teacher's Pet"
4-17. 15.02.98. "Let's Get Ready to Rum Ball"
4-18. 22.02.98. "Triple Play"
4-19. 26.04.98. "Tiffany's Birthday"
4-20. 03.05.98. "The Old West"
4-21. 10.05.98. "The Clip Show"

### Сезон 5 (1998—1999)
5-01. 13.09.98. "X-Happily Ever After"
5-02. 20.09.98. "Feline Alright"
5-03. 27.09.98. "Basketball... Again?"
5-04. 04.10.98. "A Movie Show"
5-05. 11.10.98. "Love Letters"
5-06. 25.10.98. "I Know What You Did in the Closet"
5-07. 01.11.98. "Ross' IQ"
5-08. 08.11.98. "The Fencing Show"
5-09. 15.11.98. "Smart and Stupid"
5-10. 22.11.98. "The Silver Rule"
5-11. 13.12.98. "Secrets"
5-12. 10.01.99. "Royal Flush"
5-13. 17.01.99. "Taffy's Boy"
5-14. 24.01.99. "Tiffany's Big Break"
5-15. 07.02.99. "I Never Dunked for My Father"
5-16. 14.02.99. "Sex & Violins"
5-17. 21.02.99. "Tiffany Burger"
5-18. 28.02.99. "The Perfect Guy"
5-19. 02.05.99. "Date to Win"
5-20. 09.05.99. "The Artist and the Con Artist"
5-21. 16.05.99. "Tiffany Tutors the Teachers"
5-22. 23.05.99. "Le Morte D'Floppy"

## Интересные факты
- Семья Мэллоев проживает по адресу: Дубовая улица, 2133 (2133 Oak Avenue).
- В 1-3 сезонах Райан и Тиффани посещают школу Priddy High, в 4-5 — переходят в колледж Northridge Junior College.
- Премьерный показ в других странах[5]:
  - Германия — канал «RTL» с ноября 1997 года, позднее на каналах RTL II и «Comedy Central» под названием «Auf schlimmer und ewig».
  - Россия — канал СТС в 2003—2004 гг.
  - Великобритания — канал ABC1[англ.] в 2004—2005 гг.
  - Канада — канал Omni Television[англ.] в 2006—2007 гг.
  - Эстония — канал «TV3» с октября 2007 года под названием «Armastuseta sinu».
  - Также сериал показывался в Испании («Infelices para siempre»), Италии («…e vissero infelici per sempre») и Финляндии («Rakkaat viholliset»)[6].
- Номинации и награды[7]. Сериал дважды номинировался (в 1998 и 1999 гг.) на премию «Молодой актёр» — Джастин Берфилд; и в 1999 году на награду Young star Award (тот же актёр), но ни разу её не получил.